# Kristó András
Kristó András (Csíkszentkirály, 1930. június 10. – Budapest, 1994. december 14.) geológus, tanár, földrajzi szakíró, gimnáziumi igazgató.

## Életpályája
Csíkszentkirályon született 1930. június 10-én. Középiskolai tanulmányait a Csíkszeredai Római Katolikus Főgimnáziumban végezte 1949-ben. Tevékenyen részt vett a diák önképzőkör munkájában, előadásokat tartott a Székelyföld tájegységeiről, a magyar felfedező utazókról.
A kolozsvári Bolyai Tudományegyetem földrajz-geológia szakán szerzett tanári oklevelet 1953-ban.
Az egyetemi évek alatt Balogh Ernő, Török Zoltán, Tulogdy János, professzorok és Treiber János adjunktus irányításával bőséges adatokat gyűjtött, kitartó terepmunkát és megfigyelést tanult. Diplomadolgozatát a Kelemen-havasok Neagra- és Haita völgyeinek geológiai viszonyairól készítette.
1953-ban a sepsiszentgyörgyi „Apemin” borviztöltő vállalatnál hidrogeológusként dolgozott. 1954-ben hazatért Csíkba, kezdetben Csíkkarcfalván, majd Csíkszentkirályon és Csíksomlyón tanított. 1956-tól a csíkszeredai gimnázium tanára, 1959-65 között igazgatója volt. 1968-ban Hargita megye főtanfelügyelő-helyettesévé nevezték ki, ezt a beosztást 1969 decemberéig töltötte be. 1970-től ismét a csíkszeredai középiskola tanára, ahol diákjaival földrajzköröket szervezett. 1972-1987 között Balánbányán tanított az általános iskolában, 1987-től újra Csíkszeredában középiskolai tanár egészen nyugdíjazásáig.
Nyugdíjasként továbbra is vállalta a pedagógiai munkát. Tanított a csíkszeredai Márton Áron Gimnáziumban, a Segítő Mária Katolikus Gimnáziumban, Sepsiszentgyörgyön a Hyperion magánegyetemen, ugyanakkor a Csíkszeredában működő Gödöllői Agrártudományi Egyetem távoktatásába is besegített. Előadásokat tartott a Bolyai és Balaton Akadémián is.
Tanári pályája alatt kiváló előadói tehetségével, a honismereti túrákon nyújtott hasznos tájékoztatásaival kivívta diákjainak mélységes tiszteletét. Tudományos előadásai, tanulmányai révén hivatalos elismerésben is részesült, 1964-ben a Munkaérdemrend bronz fokozatát kapta, 1971-ben Érdemes tanári oklevéllel tüntették ki.
Mint lelkes környezetvédő már az ötvenes évektől kezdeményezte a Csíki-medence természetvédelmi területeinek kijelölését.
A Hargita megyei Földrajzi Társaság elnökeként sokrétű tevékenységet fejtett ki. Az 1990-ben alakult Csíki Természetjáró és Természetvédő Egyesület egyik alapító tagja, kezdetektől a CsTTE elnöke, majd később tiszteletbeli elnöke, ugyanakkor az Erdélyi Kárpát-Egyesület tevékenységében is részt vett.
Tudományos kutatásaihoz nagy segítséget nyújtottak az iskola tanári könyvtárában lévő természettudományi folyóiratok, a Földrajzi Közlemények, az Erdélyi Múzeum valamint a Székelyföld földtani és őslénytani leírása című kiadványok. Teleki Pál, Prinz Gyula könyveit, valamint Györffy István tanulmányköteteit is fontosnak tartotta, nagy hatással volt rá Ábrahám Ambrus természetkutató és Bányai János geológus, akikkel mindvégig szoros kapcsolatot tartott fenn.
Geológusként, a Nagyhagymás - Gyilkos-tó hegyvonulat és a Csíki-medencék geomorfológiájának és hidrológiájának volt kitűnő szakértője. A Csíki- és Kászoni medencék környékén, a Hargitán, a Vargyas mentén végzett kutatómunkát.
Első szaktanulmánya a sepsiszentgyörgyi Tartományi Múzeum Évkönyvében jelent meg 1955-ben. Környezetvédelmi témájú dolgozata a Csíki Múzeum Közleményeinek első számában kapott helyet 1956-ban. Írásait a sepsiszentgyörgyi, csíkszeredai, székelykeresztúri és zilahi múzeumok kiadványai, valamint hazai és magyarországi szakfolyóiratok közölték. Kiemelkedik az 1978-ban Acta Musei Porolissensis hasábjain megjelent tanulmánya a gyergyószárhegyi Lázár-kastély építőköveinek földtani vonatkozásairól és Románia folyóteraszai című dolgozata, amely a Földrajzi Közleményekben jelent meg 1985-ben.
Ismeretterjesztő írásai jelentek meg az Ifjúmunkás, Hargita, Hargita Népe, Hargita Kalendárium, Tanügyi Újság és az Erdélyi Gyopár hasábjain.
Tankönyvek összeállításában is részt vett: Hargita megye földrajza III. osztály, Földrajz-Hargita megye, Románia Szocialista Köztársaság földrajza, Általános természeti földrajz IX. osztály, Általános természeti földrajz és földtan IX. osztály.
Társszerzője a Hargita megye útikönyvnek , amely 1973-ban román nyelven is megjelent.
Utolsó írásai posztumusz jelentek meg a Földrajzi Közleményekben és a Csíki Zöld Füzetekben 1995-ben.
1994. december 14-én hunyt el Budapesten, szülőfalujában Csíkszentkirályon helyezték örök nyugalomra.

## Emlékezete
„Kristó Andrást szakmai elhivatottságán túl a szülőföld parancsoló szeretete indította el a székely medencék és hegységek kutatása felé.” Dr. Nemerkényi Antal
- 1995. július 1-jén a Magyar Földrajzi Társaság Kristó Andrást posztumusz Tiszteleti taggá választotta, a magyar földrajzoktatás- és tudomány szolgálatáért.
- Az Erdélyi Kárpát-Egyesület Kristó Andrást post morten Kiváló természetjáró címmel tüntette ki.
- A csíktusnádi Borvizmúzeumban Kristó András emlékszobát rendeztek be.
- 2005. május 25-én a csíkszeredai Márton Áron Főgimnáziumban Kristó András emlékét őrző márványtáblát avattak.

## Munkái
- Adatok a csíkszentkirályi „Borsáros” borvizes láp hidrográfiájához. - Contribuții la hidrografia mlaștinei de borvíz Borsaros de la Sâncrăieni. In: A Sepsiszentgyörgyi Tartományi Múzeum Évkönyve, 1955.
- A Csíki-medence földtörténete. Csíkszereda, 1956.
- Természeti emlékeink és a természetvédelem legsürgősebb feladatai Csíkban. In: Csíki Múzeum Közleményei. Csíkszereda, 1956.
- A Csíki-medencék geomorfológiai problémái. In: Csíki Múzeum Közleményei, Csíkszereda, 1957.
- A Csíki-medencék és környező hegységek földtani és geomorfológiai jellemzése. In: Csíkszereda, 1968.
- A domborzati egységek elhatárolásának és elnevezésének egyes problémái a Felső-Olt intrakárpáti medencéinek környékén. In: Aluta, 1972.
- Adatok a Felső-Olt vízhálózatának fejlődéséről a Csíki medencék területén. In: Aluta, 1972.
- Hargita megye útikönyve. Csíkszereda, 1973.
- Adalékok a Csíkszereda környéki ásványvizek hidrogeológiájához. In: Hargita megye természetes gyógytényezői. Csíkszereda, 1974.
- A homoródalmási Vargyas-szurdok geomorfológiai problémái. Problemele geomorfologice ale defileului Vârghișului de la Merești. In: A Székelykeresztúri Múzeum Emlékkönyve, Csíkszereda, 1974.
- Adatok a Kászoni-medence geomorfológiájához. In: Aluta, 1974-1975.
- Observații geologice asupra castelului Lăzarea. In: Acta Musei Porolissensis, Zalău, 1978/2
- Románia ásványvizei. (Kisgyörgy Zoltánnal) Bukarest, 1978.
- Csíkszereda környékének geomorfológiája. - Geomorfologia împrejurimilor orașului Miercurea-Ciuc. In: Acta Hargitensia. Csíkszereda, 1980.
- A földtani múlt nyomairól. In : Hargita Kalendárium, Csíkszereda, 1980.
- A Hargita domborzatának fejlődése. In : Hargita Kalendárium, Csíkszereda, 1983.
- Románia folyóteraszai. In: Földrajzi Közlemények, 1985.
- Nem kellett égzengés és földindulás: 150 éves a Gyilkos-tó! 1988.
- Csomád hegycsoport. In: Környezetkultúra, 1994/4
- A Csíki medencék vidékének környezetvédelmi értékelése és környezetszennyező gócai. In: Csíki Zöld Füzetek. 1994/1
- Hargitafürdő és környékének földtani és természetföldrajzi jellemvonásai. In: Környezetkultúra, 1994/6
- A Csomád - Büdös hegycsoport földtani és geomorfológiai képe. In: Csíki Zöld Füzetek. 1995/1
- A Gyilkos-tó és a Békás-szoros környékének földtani és geomorfológiai jellemvonásai. In: Környezetkultúra 1995/12
- A Hargita felszínalaktani jellemvonásai. In: Földrajzi Közlemények, 1995.
- A Csíki-medencék vidékének földtani és geomorfológiai viszonyai. In: Az Olt. Csíkszereda, 2002.
- Beszélő tájak. Székelyudvarhely, s.a.

## További irodalom
- Cseke Péter-Miklós László: Kötetlen beszélgetés egy geológus tanárral. In: Hargita, 1968/41
- Beke György: Tudós tanárok vidéken. In: Tanügyi Újság, 1969/41.
- Hajdú-Mohas: Emlékezés Kristó Andrásra. In: Balaton Akadémia, Vörösberény, 1995.
- Jánosi Csaba: Kristó András. In: Környezetkultúra. 1995/12.
- Nemerkényi Antal: Búcsú Kristó Andrástól. In: Földrajzi Közlemények. 1995/1.
- Székely András: Kristó András a pályatárs szemével. In: Földrajzi Közlemények. 1995/1.
- Jánosi Csaba: Kristó András emlékezete. In: Székelyföld. 2000/6.

## Külső hivatkozások
- Csíki Székely Múzeum Archiválva 2009. február 24-i dátummal a Wayback Machine-ben
- Csíkszentkirály
- Csíki Természetjáró és Természetvédő Egyesület